# SPEC～結～
《SPEC～結～》 （日语：／ Gekijōban Supekku Kurōzu */?）是2013年上映的日本電影，也是TBS電視台刑事科幻劇《SPEC》的第2部劇場版作品，為《SPEC》系列的完結篇。該作品分為前篇、後篇2部，前篇《漸之篇》（／ Zen no hen）於11月1日上映、後篇《爻之篇》（／ Kō no hen）於11月29日上映。

## 簡介
與複製人的一十一（神木隆之介 飾演）的SPEC持有者反抗組織決鬥後瀕死狀態的當麻（戶田惠梨香 飾演）與瀨文（加瀨亮 飾演），被送到醫院長期治療後，原本以為這吵不停的兩人距離會因此縮短會出現個什麼發展。而越來越多的奇怪事件與地下勢力，逐漸橫在當麻和瀨文任職的警視廳公安部特殊部門「未詳」面前。
在與一十一等人對戰時重傷住院的CIRO幹員青池里子（栗山千明 飾演）被女兒潤帶走後神秘消失、世界各國暗中實施與爭奪用來消滅及控管SPEC持有者的「簡單計畫」（Simple Plan）、真正幕後掌控全世界的祕密結社如同以往冀望掌控局勢、製造出「簡單計畫」的科學家「教授J」失蹤、在人類史前就已存在的「前人類」現身、未詳係長野野村光太郎（龍雷太 飾演）交給當麻等人的後事信、人們所阻擋可能帶來世界末日的「法蒂瑪第三預言」似乎將成為事實......；當麻的SPEC也在這時候逐漸爆走至完全甦醒，究竟這些一連串的混亂局面會將人類世界的未來帶往何處？

## 登場人物
- 當麻紗綾 - 戶田惠梨香
- 瀨文焚流 - 加瀨亮

### 警視廳關係者
- 野野村光太郎 - 龍雷太（日语：竜雷太）
- 近藤昭男 - 德井優（日语：徳井優）
- 正汽雅 -  有村架純
- 吉川州 -  北村一輝
- 青池子 - 栗山千明
- 猪俣宗次 - 載寧龍二
- 馬場香 - 岡田浩暉（日语：岡田浩暉）
- 鹿濱步 - 松澤一之（日语：松澤一之）

### SPEC持有者
- 一十一／當麻陽太  - 神木隆之介
- 志村美鈴 - 福田沙紀
- 地居聖 - 城田優
- 冷泉俊明 - 田中哲司
- 覺 - 真野惠里菜
- 海野亮太 - 安田顯
- 古戶久子 - 奧貫薰（日语：奥貫薫）
- 城旭齋淨海／JOJO - 香椎由宇
- 陰夫人、陽夫人 - 淺野裕子（日语：浅野ゆう子）
- 南西 - Simone（日语：シモネ）
- 比「Gets」手勢的人 - 丹迪坂野（日语：ダンディ坂野）

### 其他角色
- 謎樣白衣男子／世界 - 向井理
- 謎樣白衣女子／青池潤（大人型態） - 大島優子
- 說韓語的顯貴女性 - 李奈映（特別出演）
- 餃子機器人大叔 - 多田木亮佑（日语：多田木亮佑）
- 青池潤（小孩型態） - 森山樹
- 湯田秀樹／教授J／猶大 - 遠藤憲一
- 當麻葉子 - 大森曉美（日语：大森暁美）
- 宮野珠紀 - 三浦貴大
- 場名醫生 - 渡邊一惠
- 福田健太郎 - KENCHI（EXILE）
- 卑彌呼 - 北大路欣也（特別出演）

## 外部連結
- 官方網站
  - 『劇場版 SPEC〜結〜』官方網站
  - 劇場版 SPEC〜結〜 - 東寶的介紹頁面
- 資料庫
  - 劇場版 SPEC〜結〜 漸之篇 - allcinema
  - 劇場版 SPEC〜結〜 爻之篇 - allcinema
  - 劇場版 SPEC〜結〜 漸之篇 - KINENOTE
  - 劇場版 SPEC〜結〜 爻之篇 - KINENOTE
  - 互联网电影数据库（IMDb）上《SPEC: Closed - 漸之篇》的资料（英文）
  - 互联网电影数据库（IMDb）上《SPEC: Closed - 爻之篇》的资料（英文）